# Jin Jong-oh
Jin Jong-oh (진종오; sinh ngày 24 tháng 09 năm 1979 tại Chuncheon, Gangwon) là một vận động viên người Hàn Quốc của bộ môn bắn súng thể thao và đã từng thi đấu tại Thế vận hội Mùa hè 2004, Thế vận hội Mùa hè 2008, Thế vận hội Mùa hè 2012, Thế vận hội Mùa hè 2016. Qua các lần tham dự Olympic, anh là vận động viên bắn súng có thành tích cá nhân thành công nhất tại Thế vận hội và là vận động viên duy nhất đã giành được ba huy chương vàng Olympic liên tiếp trong một nội dung thi đấu (50 mét súng ngắn nam). Anh giữ kỷ lục thế giới trong cả 10 mét súng ngắn hơi nam và 50 mét súng ngắn nam, cũng như kỷ lục vòng chung kết thế giới với nội dung 50 mét súng ngắn nam.

## Sự nghiệp
Ngày 17 tháng 08 năm 2004, Jin giành huy chương bạc trong nội dung 50 mét súng ngắn nam tại Thế vận hội Mùa hè 2004, với hai phát bắn cuối có điểm thấp trong vòng chung kết sau khi thắng vòng loại.
Ngày 12 tháng 08 2008, Jin giành huy chương vàng trong nội dung 50 mét súng ngắn nam tại Thế vận hội Mùa hè 2008. Anh cũng giành được huy chương bạc trong 10 mét súng ngắn hơi nam vào ngày 09 tháng 08 cùng năm.
Ngày 28 tháng 07 năm 2012, Jin giành huy chương vàng trong nội dung 10 mét súng ngắn hơi nam tại Thế vận hội Mùa hè 2012. Vào ngày 05 tháng 08, anh đã giành được huy chương vàng trong nội dung 50 mét súng ngắn nam và trở thành người đầu tiên bảo vệ thành công nội dung 50 mét súng ngắn tại Thế vận hội Mùa hè. Bằng cách làm như vậy, Jin cũng trở thành người đầu tiên giành huy chương với thành tích đặc biệt kể từ khi Otto Olsen của Na Uy làm được tại Thế vận hội Mùa hè 1920. Anh là một trong ba vận động viên bắn súng đã giành được ba huy chương vàng cá nhân Olympic, cùng với Ralf Schumann của Đức và Kim Rhode của Hoa Kỳ. Anh đã trở thành vận động viên Hàn Quốc đầu tiên giành ba huy chương vàng Olympic cá nhân, để giành chiến thắng bốn huy chương vàng cá nhân tại Olympic, bảo vệ một danh hiệu cá nhân trong Thế vận hội mùa hè (cùng với Sim Kwon-Ho đã giành huy chương vàng Olympic cho môn đấu vật tại 1996 và 2000, ông đã giành được hai thành tích ở trọng lượng khác nhau), để giành chiến thắng hai huy chương vàng cá nhân tại một Thế vận hội Mùa hè và để giành chiến thắng một huy chương cá nhân cho một nội dung thi đấu tại tại ba kỳ Thế vận hội Mùa hè liên tiếp (Kim Soo-Nyung giành huy chương vàng cá nhân, bạc và đồng ở tương ứng cho bắn cung trong 1988, 1992 và 2000 nhưng những Olympics lại không liên tục).
Ngày 09 tháng 09 năm 2014, Jin giành được huy chương vàng ở nội dung 50 mét súng ngắn nam tại Vô địch bắn súng thế giới 2014 sau khi ghi được 583 điểm so với tối đa 600 điểm, do đó phá vỡ thế giới ở tuổi 34. Trước đó, kỷ lục 581 điểm được thiết lập bởi Liên Xô Aleksandr Melentyev tại Thế vận hội Mùa hè 1980. Jin cũng thiết lập một số cột mốc chưa từng thấy với khẩu súng lục 50 mét kể từ khoảng thời gian kéo dài trong bốn năm hiện nay giữa các giải vô địch thế giới được thành lập sau khi Vô địch bắn súng thế giới 1954; giải vô địch thế giới trước đây được tổ chức hàng năm cho đến năm 1931 (với ngoại lệ) sau đó hai năm một lần cho đến năm 1954. Anh trở thành vận động viên bắn súng đầu tiên kể từ Vô địch bắn súng thế giới 1952 (và thứ tư trong tất cả các môn thể thao) đã giành được ba giải vô địch thế giới cấp (Thế vận hội và giải vô địch thế giới) và lần đầu tiên kể từ khi Thế vận hội Mùa hè 1956 (và thứ tư trong tất cả các môn thể thao) đồng thời giữ chức danh Olympic và thế giới trong sự khổ luyện. Anh cũng trở thành người thứ hai ở nội dung 50 mét súng ngắn (sau Ragnar Skanåker vào năm 1993) đã giành huy chương vào Olympic, vô địch thế giới và World Cup. Hai ngày sau đó, ông cũng giành huy chương vàng 10 mét súng ngắn hơi tại giải vô địch thế giới.
Vào ngày 06 tháng 08 năm 2016, Jin xếp thứ 5 ở vòng chung kết nội dung 10 mét súng ngắn ở Thế vận hội mùa hè 2016 được tổ chức tại Rio de Janeiro sau khi đặt thứ hai trong vòng loại (đứng đầu là Hoàng Xuân Vinh). Ngày 10 Tháng 08, anh xếp đầu tiên trong vòng loại và tiếp tục giành huy chương vàng ở vòng chung kết cho nội dung 50 mét súng ngắn tại Thế vận hội 2016. Khi làm như vậy Jin đã trở thành vận động viên đầu tiên đã giành được ba huy chương vàng liên tiếp trong một nội dung thi đấu tại Thế vận hội Olympic. Ông trở thành người đầu tiên kể từ sau khi Torsten Ullman của Thụy Điển vào năm 1937 đã giành được ba giải vô địch cấp độ thế giới liên tiếp cho nội dung 50 mét súng ngắn. Với bốn vàng và hai huy chương bạc, anh đã trở thành vận động viên Olympic thành công nhất trong lịch sử Hàn Quốc, trở thành người đầu tiên của Hàn Quốc đã giành được ba huy chương vàng Olympic liên tiếp trong một nội dung thi đấu, ba huy chương vàng Olympic trong một nội dung thi đấu cá nhân (Với bốn vàng, một bạc và một huy chương đồng giành được huy chương vàng không liên tiếp), bốn huy chương vàng cá nhân trong tổng số sáu huy chương cá nhân tại bốn Thế vận hội Mùa hè liên tiếp.

## Kỷ lục thế giới
| Kỷ lục thế giới năm giữ ở hiện tại 10 mét súng ngắn hơi | Kỷ lục thế giới năm giữ ở hiện tại 10 mét súng ngắn hơi | Kỷ lục thế giới năm giữ ở hiện tại 10 mét súng ngắn hơi | Kỷ lục thế giới năm giữ ở hiện tại 10 mét súng ngắn hơi | Kỷ lục thế giới năm giữ ở hiện tại 10 mét súng ngắn hơi | Kỷ lục thế giới năm giữ ở hiện tại 10 mét súng ngắn hơi | Kỷ lục thế giới năm giữ ở hiện tại 10 mét súng ngắn hơi |
| ------------------------------------------------------- | ------------------------------------------------------- | ------------------------------------------------------- | ------------------------------------------------------- | ------------------------------------------------------- | ------------------------------------------------------- | ------------------------------------------------------- |
| Nam                                                     | vòng loại                                               | 594                                                     | Jin Jong-oh (KOR)                                       | 12 tháng 4 năm 2009                                     | Changwon Hàn Quốc                                       |                                                         |

| Kỷ lục thế giới năm giữ ở hiện tại 50 mét súng ngắn | Kỷ lục thế giới năm giữ ở hiện tại 50 mét súng ngắn | Kỷ lục thế giới năm giữ ở hiện tại 50 mét súng ngắn | Kỷ lục thế giới năm giữ ở hiện tại 50 mét súng ngắn | Kỷ lục thế giới năm giữ ở hiện tại 50 mét súng ngắn | Kỷ lục thế giới năm giữ ở hiện tại 50 mét súng ngắn | Kỷ lục thế giới năm giữ ở hiện tại 50 mét súng ngắn |
| --------------------------------------------------- | --------------------------------------------------- | --------------------------------------------------- | --------------------------------------------------- | --------------------------------------------------- | --------------------------------------------------- | --------------------------------------------------- |
| Nam                                                 | Vòng loại                                           | 583                                                 | Jin Jong-Oh (KOR)                                   | 9 tháng 9 năm 2014                                  | Granada Tây Ban Nha                                 |                                                     |
| Nam                                                 | Chung kết                                           | 200.7                                               | Jin Jong-oh (KOR)                                   | 7 tháng 7 năm 2013                                  | Granada Tây Ban Nha                                 |                                                     |